# Muxiluando
Muxiluando (auch Muxaluando) ist eine Stadt in Angola.

## Verwaltung
Muxiluando ist Sitz einer gleichnamigen Gemeinde (Comuna) des Landkreises (Município) von Nambuangongo in der Provinz Bengo. Sie ist auch Hauptstadt des Kreises.